# Tillandsia peiranoi
Tillandsia peiranoi là một loài thực vật có hoa trong họ Bromeliaceae. Loài này được A.Cast. miêu tả khoa học đầu tiên năm 1938.

## Chọn 1 từ
1. ↑  The Plant List (2010). "Tillandsia peiranoi". Truy cập ngày 16 tháng 7 năm 2013.